# Davidův prak
Davidův prak (hebrejsky: קלע דוד, Kela David, anglicky: David's Sling), někdy též označován jako Kouzelná hůlka (hebrejsky: שרביט קסמים, Šarvit ksamim, anglicky: Magic Wand), je protiraketový systém Izraelských obranných sil vyvíjený společně izraelskou zbrojovkou Rafael Advanced Defense Systems a americkou zbrojovkou Raytheon, určený k zneškodnění raket středního doletu a řízených střel, jaké například vlastní libanonské hnutí Hizballáh, s dostřelem 70 až 300 kilometrů.
Interceptor, označovaný jako „Stunner“, je dvoustupňová raketa, se dvěma zaměřovacími a řídícími systémy, umístěnými v přední části rakety (radar a elektro-optický senzor). Společnost Rafael byla v roce 2006 pověřena vývojem obranného systému, který by byl schopný zneškodnit rakety středního až dlouhého doletu s dostřelem mezi 70 až 300 kilometry. Za účelem využití finanční podpory, kterou Izraeli poskytují Spojené státy, a dalšího vývoje a výroby systému, bylo dohodnuto partnerství s americkou zbrojovkou Raytheon, která má na starost výrobu raketové baterie a logistického systému, přičemž asistuje firmě Rafael s vývojem interceptoru. V každé baterii bude umístěno šestnáct interceptorů.
Po svém dokončení bude David's Sling součástí izraelských protiraketových systémů, které zahrnují systém Železná kopule, sloužící ke zneškodnění raket krátkého doletu, a systém Arrow, sloužící ke zneškodnění balistických raket.
Podle viceprezidenta společnosti Rafael byl systém nabídnut indické armádě.
Koncem listopadu 2012 proběhla úspěšně první série testů protiraketového systému. Operačního nasazení se systém dočkal v roce 2017. Poté nahradil zastaralé americké rakety MIM-23 Hawk typu země-vzduch, které jsou v Izraeli používány od 60. let minulého století.